# Odontosida pusillus
Odontosida pusillus es una polilla de la familia Sphingidae. Se sabe que vuela en Sudáfrica.
La superficie dorsal de las alas anteriores es de color gris pálido, que contrasta con el lado superior de color naranja-marrón pálido. La superficie ventral de las alas anteriores es casi uniformemente marrón anaranjado pálido.
Las larvas alimentan de especies de Hermannia.

## Sinonimia
Smerinthus pusillus (R Felder, 1874)
Lophuron pherrimum (Rothschild, 1894)